# Jelcz L081MB
Jelcz L081MB – autobus lokalny klasy mini produkowany przez firmę Jelcz w Jelczu-Laskowicach.
Model ten stanowi lokalną odmianę modelu M081MB. Po raz pierwszy zaprezentowany został w 1999 roku jako autobus szkolny Kajtek jednak ze względu na wysoką cenę model ten nie przyjął się na rynku autobusów szkolnych.
Seryjna produkcja w wersji lokalnej rozpoczęła się rok później. Otrzymał dodatkowy element nazwy – Edi. Model ten zbudowany jest na podwoziu samochodu Mercedes-Benz Vario 814D z silnikiem MB OM904LA o mocy 100 kW (136 KM). W tylnej części nadwozia podobnie jak w T081MB znajduje się przestrzeń bagażowa.
W 2002 roku zbudowano dla PKS Biała Podlaska ten model z nadwoziem T081MB, lecz bez drzwi z lewej strony pojazdu prowadzących na miejsce pracy kierowcy. W tym samym roku pojawił się silnik spełniający normę czystości spalin Euro-3.
Od 2005 roku L081MB produkowany jest na podwoziu samochodu Vario 815D z silnikiem o mocy 152 KM (tym samym co T081MB).
W październiku 2008 roku ze względu na kłopoty z finansowaniem bieżącej produkcji zakończono oficjalną produkcję tego modelu.

## Wielkość produkcji
| Rok produkcji | Liczba |
| ------------- | ------ |
| 1999          | 1      |
| 2000          | 7      |
| 2001          | 4      |
| 2002          | 4      |
| 2003          | 0      |
| 2004          | 0      |
| 2005          | 0      |
| 2006          | 25     |
| Suma          | 41     |

Na podstawie serwisu Transport Wroc.Biz stan na 2004 rok wynosił około 18 wyprodukowanych pojazdów.